# Çaykur Rizespor
Maillots
Actualités
Çaykur Rizespor est un club turc de football basé à Rize (province de Rize). Le club évolue en SüperLig (D1) pour la saison 2024-2025. 
L'équipe joue ses matches à domicile au Stade Çaykur Didi.

## Histoire
- 1968 : Fondation du club.
- 1974 : Le club est promu pour la 1re fois de son histoire en deuxième division.
- 1979 : Le club est promu pour la 1re fois de son histoire en première division.
- 2001 : Le club accède pour la 1re fois de son histoire en Coupe Intertoto.

Le club a tout d'abord été fondé en 1953 mais obtient son premier statut professionnel en 1968. Dès le début, les deux couleurs sont le bleu et le vert. 
Depuis 1990, le club est sponsorisé par la compagnie turque de thé "Çaykur" et c'est ainsi que le nom et le logo du club sont changés. Une feuille de thé apparaît depuis sur le logo de l'équipe. Le club s'appelant Rizespor prend comme appellation Çaykur Rizespor lors de la saison 1990-91. 
Après cinq ans d'absence, le club remonte en Spor Toto Süper Lig pour la saison 2013-14.

## Évolution du blason

Ancien blason
Ancien actuel
Blason actuel

## Palmarès et statistiques

### Palmarès
| Compétitions nationales | Compétitions internationales |
| - Championnat de Turquie : - Meilleur classement : 5e en 1980 - Championnat de Turquie de deuxième division : - Champion : 1979, 1985, 2018 - Vice-champion : 2003, 2013, 2023 - Championnat de Turquie de troisième division : - Champion : 1994 - Vice-champion : 1974 | - Néant                      |

## Personnalités du club

### Présidents
Le tableau suivant présente la liste des présidents du club depuis 1968.
| Rang | Nom                     | Période   |
| ---- | ----------------------- | --------- |
| 1    | Bahattin Coşkun         | 1968-1973 |
| 2    | Reşat Uçak              | 1973-1975 |
| 3    | Mustafa Zeki Rakıcıoğlu | 1975-1978 |
| 4    | Köksal Mataracı         | 1978      |
| 5    | Nuri Akbulut            | 1978-1980 |
| 6    | Paşa Ali Alaman         | 1980-1981 |
| 7    | Nuri Akbulut            | 1981      |
| 8    | Ali Rıza Feyiz          | 1981-1983 |
| 9    | Hasan Kemal Yardımcı    | 1984      |

| Rang | Nom                   | Période   |
| ---- | --------------------- | --------- |
| 1    | Fehmi Ekşi            | 1985      |
| 2    | Servet Takış          | 1986      |
| 3    | M. Turgut Yılmaz      | 1987-1988 |
| 4    | Şadan Tuzcu           | 1988-1989 |
| 5    | Şeref Keçeli          | 1989      |
| 6    | Ahmet Akyıldız        | 1989-1990 |
| 7    | Muharrem Kürkçü       | 1990      |
| 8    | Hamit Oral            | 1990      |
| 9    | Hasan Basri Çillioğlu | 1990-1991 |

| Rang | Nom                | Période   |
| ---- | ------------------ | --------- |
| 1    | Nejat Ural         | 1991-1992 |
| 2    | Süreyya Turgut     | 1992      |
| 3    | Tuncer Ergüven     | 1992-1995 |
| 4    | Ruşen Kukul        | 1995      |
| 5    | Tuncer Ergüven     | 1995      |
| 6    | İsmail Topçu       | 1995-1996 |
| 7    | Ali Baba Çillioğlu | 1996      |
| 8    | Cemal Aydoğdu      | 1996      |
| 9    | Mehmet Cengiz      | 1996-1997 |

| Rang | Nom                     | Période   |
| ---- | ----------------------- | --------- |
| 1    | Mehmet Hikmet Aslankaya | 1997-1998 |
| 2    | Mehmet Cengiz           | 1998-2002 |
| 3    | Ekrem Cengiz            | 2002-2007 |
| 4    | Abdülkadir Çakır        | 2007-2009 |
| 5    | Halim Mete              | 2009-2010 |
| 6    | Metin Kalkavan          | 2010-     |

### Entraîneurs
Le tableau suivant présente la liste des entraîneurs du club depuis 1968.
| Rang | Nom                 | Période   |
| ---- | ------------------- | --------- |
| 1    | Şenol Birol         | 1968-1969 |
| 2    | Orhan Sözüner       | 1969-19?? |
| 3    | Beytullah Baliç     | 19??-1970 |
| 4    | Münacettin Barut    | 1970-197? |
| 5    | Ali İhsan Karayiğit | 197?-1972 |
| 6    | Gazanfer Olcayto    | 1972-197? |
| 7    | Bülent Eken         | 197?-1974 |
| 8    | Turgut Kafkas       | 1974-1975 |
| 9    | Sabahattin Erman    | 1975      |
| 10   | Suat Mamat          | 1975      |
| 1    | Bülent Eken         | 1975-1976 |
| 2    | Tekin Yolaç         | 1976-197? |
| 3    | İlhan Uralgil       | 197?      |
| 4    | Erdoğan Gürhan      | 197?-1977 |
| 5    | Kadri Aytaç         | 1977-1978 |
| 6    | Gürsel Aksel        | 1978      |
| 7    | Abdullah Gegiç      | 1978-197? |
| 8    | Turgut Kafkas       | 197?-1979 |
| 9    | Zeynel Soyuer       | 1979-1980 |
| 10   | Halil Güngördü      | 1980      |
| 9    | Cesarettin Alptekin | 1980-1981 |

| Rang | Nom                    | Période   |
| ---- | ---------------------- | --------- |
| 1    | Halil Güngördü         | 1981      |
| 2    | Turgut Kafkas          | 1981-1982 |
| 3    | Tezcan Uzcan           | 1982-1983 |
| 4    | Suphi Varer            | 1983      |
| 5    | Cesarettin Alptekin    | 1983-1985 |
| 6    | Enver Katip            | 1985-1986 |
| 7    | Nedim Günar            | 1986      |
| 8    | Cesarettin Alptekin    | 1986-1987 |
| 9    | Davut Şahin            | 1987      |
| 10   | Adolf Remy             | 1987-1988 |
| 1    | Cesarettin Alptekin    | 1989-1990 |
| 2    | Enver Katip            | 1990-1992 |
| 3    | Numan Zafer Kanburoğlu | 1992-1993 |
| 4    | Giray Bulak            | 1993-1994 |
| 5    | Inconnu                | 1994      |
| 6    | Hüsnü Kürkçü           | 1994-1995 |
| 7    | Kadir Özcan            | 1995-1996 |
| 8    | Ömer Kaner             | 1996      |
| 9    | Inconnu                | 1996      |
| 10   | Ali Kemal Denizci      | 1996-1997 |
| 9    | Enver Katip            | 1997      |

| Rang | Nom             | Période   |
| ---- | --------------- | --------- |
| 1    | Yaşar Elmas     | 1997-1998 |
| 2    | Oktay Çevik     | 1998      |
| 3    | Celal Kıbrızlı  | 1998-1999 |
| 4    | Hikmet Karaman  | 1999      |
| 5    | Cem Pamiroğlu   | 1999-2000 |
| 6    | Rasim Kara      | 2000      |
| 7    | Karol Pecze     | 2000-2002 |
| 8    | Fuat Yaman      | 2002-2003 |
| 9    | Hikmet Karaman  | 2003-2004 |
| 10   | Yılmaz Vural    | 2004      |
| 1    | Erdoğan Yılmaz  | 2004      |
| 2    | Rıza Çalımbay   | 2004-2005 |
| 3    | Mehmet Albayrak | 2005      |
| 4    | Erdoğan Arıca   | 2005      |
| 5    | Metin Yıldız    | 2005      |
| 6    | Sakıp Özberk    | 2005      |
| 7    | Güvenç Kurtar   | 2005-2006 |
| 8    | Safet Sušić     | 2006      |
| 9    | Rıza Çalımbay   | 2007      |
| 10   | Samet Aybaba    | 2007      |
| 9    | Safet Sušić     | 2007-2008 |

| Rang | Nom                 | Période   |
| ---- | ------------------- | --------- |
| 1    | Erdoğan Arıca       | 2008      |
| 2    | Cesarettin Alptekin | 2008      |
| 3    | Metin Diyadin       | 2008-2009 |
| 4    | Suat Kaya           | 2009      |
| 5    | Raşit Çetiner       | 2009      |
| 6    | Oktay Çevik         | 2009      |
| 7    | Hasan Vezir         | 2009      |
| 8    | Mehmet Şansal       | 2009-2010 |
| 9    | Ümit Kayıhan        | 2010-2011 |
| 10   | Hüseyin Kalpar      | 2011-2012 |
| 1    | Giray Bulak         | 2012      |
| 2    | Engin Korukır       | 2012      |
| 3    | Mehmet Ali Karaca   | 2012      |
| 4    | Mustafa Denizli     | 2012-2013 |
| 5    | Rıza Çalımbay       | 2013-2014 |
| 6    | Mehmet Ali Karaca   | 2014      |
| 7    | Uğur Tütüneker      | 2014      |
| 8    | Mehmet Özdilek      | 2014      |
| 9    | Hikmet Karaman      | 2014-     |

### Effectif actuel (2025-2026)
| N° | Nat.                             | Poste | Nom du joueur                            |
| -- | -------------------------------- | ----- | ---------------------------------------- |
| 1  | Drapeau de la Turquie            | G     | Erdem Canpolat                           |
| 2  | Drapeau de l'Ouzbékistan         | D     | Husniddin Aliqulov                       |
| 3  | Drapeau de la Turquie            | D     | Samet Akaydin                            |
| 4  | Drapeau de la Hongrie            | D     | Attila Mocsi                             |
| 5  | Drapeau du Danemark              | D     | Casper Højer ()                          |
| 6  | Drapeau de la Grèce              | M     | Giannis Papanikolaou                     |
| 7  | Drapeau de la Roumanie           | A     | Valentin Mihăilă                         |
| 8  | Drapeau de la Bosnie-Herzégovine | M     | Dal Varešanović                          |
| 9  | Drapeau de la Gambie             | A     | Ali Sowe                                 |
| 10 | Drapeau du Nigeria               | A     | Ibrahim Olawoyin                         |
| 11 | Drapeau de la Turquie            | A     | Halil Dervişoğlu (prêté par Galatasaray) |
| 15 | Drapeau de la Tchéquie           | A     | Václav Jurečka                           |
| 16 | Drapeau de la Turquie            | D     | Seyfettin Anıl Yaşar                     |
| 17 | Drapeau de la Finlande           | M     | Janne-Pekka Laine                        |
| 18 | Drapeau de la Bosnie-Herzégovine | M     | Muhamed Buljubašić                       |

| No. | Nat.                  | Position | Nom du joueur                         |
| --- | --------------------- | -------- | ------------------------------------- |
| 20  | Drapeau de l'Albanie  | M        | Qazim Laçi                            |
| 27  | Drapeau du Mali       | D        | Modibo Sagnan (prêté par Montpellier) |
| 35  | Drapeau de la Turquie | G        | Efe Doğan                             |
| 37  | Drapeau de la Turquie | D        | Muhammet Taha Şahin                   |
| 54  | Drapeau de la Turquie | M        | Mithat Pala                           |
| 70  | Drapeau de la Turquie | D        | Furkan Orak                           |
| 77  | Drapeau du Kosovo     | A        | Altin Zeqiri                          |
| 97  | Drapeau de la Turquie | A        | Doğanay Avcı                          |
| 99  | Drapeau de la Turquie | A        | Emrecan Bulut                         |
|     | Drapeau de la Turquie | G        | Canberk Yurdakul                      |
|     | Drapeau de la Turquie | D        | Hüseyincan Kırıkcı                    |
|     | Drapeau de la Turquie | M        | Efe Geçim                             |
|     | Drapeau de la Turquie | M        | Emirhan Yılmaz                        |
|     | Drapeau de la Turquie | A        | Güvenç Usta                           |
|     | Drapeau de la Turquie | A        | Remzi Kolcuoģlu                       |

### Joueurs emblématiques
- Eren Albayrak
- Gökhan Gönül
- Okan Öztürk
- Tunay Torun
- Hakan Ünsal
- Robin Yalçın
- Rachid Ghezzal
- Ümit Korkmaz
- Lincoln
- Léonard Kweuke
- Ivo Grbić
- Jonjo Shelvey
- Joel Pohjanpalo
- Ibrahim Ba
- Teddy Chevalier
- Loïc Rémy
- Ludovic Sylvestre
- Vedat Muriqi
- Razundara Tjikuzu
- Ludovic Obraniak
- Gedson Fernandes
- Yannick Bolasie
- Nill De Pauw
- Abdoulaye Diallo
- Lebogang Phiri
- Montassar Talbi